# پری‌شاهرخ تانیمبار
پری‌شاهرخ تانیمبار (نام علمی: Oriolus decipiens) نام یک گونه از سرده پری‌شاهرخ است.